# 유거
한 여황 유거(漢 戾皇 劉據, 기원전 128년 - 기원전 91년 9월 30일)는 중국 전한 한 무제의 황태자로, 여태자(戾太子)라고도 불린다. 무제와 무사황후의 아들이며, 소제의 이복형이다. 선제의 할아버지이다.
무제와 소원한 관계였던 여태자는 기원전 91년 8월 방술사 강충의 무고(誣告)를 받자, 강충을 죽이고 거병하였으나 관군에 패하고 호현(湖縣, 지금의 허난성 링바오시 예령진 저동촌(豫灵镇 底董村))에서 측실 사양제와 함께 자살하였다. 이어 사황손 유진 내외도 자살하면서 오합지졸이 된 봉기군은 관군에게 진압되었다. 살해된 그는 호현에 이름이 전하지 않는 두 아들과 함께 묻혔다.
그 후 그의 모후 위자부는 폐출되어 감금되어 있다가 자결하였고, 여태자의 처는 연좌율을 적용해 사형에 처하였다. 뒤에 강충의 무고를 알게 된 무제는 후회하여 여태자가 자결한 곳에 사자궁(思子宮)을 세워 장남의 넋을 위로하였다고 한다. 손자 유병이만이 가까스로 그의 외가인 위씨 일족에 의해 구출되어 목숨을 이어갔다. 유병이가 황제로 즉위한 후(선제), 시호로 여(戾)를 올렸고 황조고(皇祖考)라 칭했으며 그를 기리는 황조고묘(皇祖考廟)를 세웠다.

## 가계
- 부황 : 한 무제
- 모후 : 무사황후
- 서모 : 조첩여
  - 이복동생 : 소제
- 처 : 민부인(民夫人), 이름만 전하며 행적이 전하지 않는다.
- 후궁 : 사양제
  - 서자 : 유진
  - 며느리 : 도황후 왕씨
    - 손자 : 선제
- 후궁 : 이씨
- 후궁 : 이름 불명

1. ↑  참고.